# Урануполи
Урануполи (грч. Ουρανούπολη) је приморско насељено место у општини Аристотел у периферији Средишња Македонија, Грчка. Према попису из 2021. године био је 801 становник.
Насеље је некада било манастирски метох на коме је 1920. године живело 37 житеља. Године 1924. ту је подигнуто ново насеље где је насељено 44 грчких избегличких породица, којих је на попису из 1928. године било 140. Наредних година су насељене друге избегличке породице, те је 1940. године у Урануполију живело 443 становника. Село се раније звало Метох Пирг.